# Basiphyllaea carabiaiana
Basiphyllaea carabiaiana là một loài thực vật có hoa trong họ Lan. Loài này được (L.O.Williams) Sosa & M.A.Díaz mô tả khoa học đầu tiên năm 2001.